# Modpave Ursinus
Ursinus også kendt som Ursicinus, blev valgt som pave ved en drabelig afstemning i 366 som rival til pave Damasus 1. Ursinus nåede at regere i Rom i flere måneder mellem 366-367. Hvorefter han blev erklæret modpave, og døde i 381.

## Begivenheder op til afstemningen
Pave Liberius var blevet forvist fra Rom i 355 pga. en konflikt med kejser Constantius II. Denne konflikt skyldtes kejserens behandling af arianismen. Modpave Felix 2. var indsat som hans efterfølger, men efter kejserens død blev Liberius genindsat og Felix smidt ud af Rom. Men der var stadig spændinger mellem parterne i Rom. Liberius dødede den 24 december 366. 
I den tidlige kristne kirke blev biskopper i Rom (biskoppen i Rom er også pave) valgt på samme måde som i langt de fleste af alle de andre bispedømmer. Det foregik ved at præstestanden sammen med beboerne i stiftet, valgte den nye biskop under påsyn af de andre biskopper fra distriktet. Det var en simpel metode i et lille kristent samfund, der var forenet af forfølgelse. 
Men den kristne menighed voksede, og afstemningen omkring paveskabet blev præget af uenighed. Rivaliserende kandidater og et anspændt forhold mellem patriciernes og pøblens kandidater. På samme tid forventede kejserne at have indflydelse på valget i form af en godkendelse. 
Felix' overklasse støttede valget af Damasus, mens Liberius' støtter, diakonerne og lægmændene, støttede Ursinus. De to blev valgt på samme tid i en atmosfære af oprør. De første sammenstød kom i oktober. Kampene var at en sådan voldsomhed, at byens to praefecti blev kaldt ind for at genoprette ro og orden. Da det først mislykkedes, blev de drevet tilbage til forstæderne, hvor en massakre på 137 personer blev eksekveret. Ursinus blev derefter forvist til Gallien. Der var en opblussen af volden, da han vendte tilbage (efter Damasus' død), som fortsatte, efter at han var blevet bortvist igen.
Kirkelige historikere som Hieronymus og Rufinus tog Damasus' parti. Ved en kirkeforsamling i 378 blev Ursinus fordømt og Damasus erklæret for at være den ægte pave. Men den tidligere modpave forsatte med at intrigere mod Damasus og prøvede forgæves at indsætte sig selv efter Damasus' død. Ursinus var en del af den arianske menighed i Milano ifølge Ambrosius. 
Et dekret fra 502 af pave Symmachus bestemte, at paven kun skulle vælges af højere gejstlige, og at lægmænd ikke kunne stemme.